# すきすきすきすきすきすきっ!
『すきすきすきすきすきすきっ!』は、2021年9月29日にavex traxから発売された超ときめき♡宣伝部のミニアルバムである。

## 概要
本作品は、超ときめき♡宣伝部が2021年9月29日にリリースした、グループ初のミニアルバムである。
「6人のメンバーがそれぞれ伝える“すき”」「収録楽曲の6曲がそれぞれ伝える“すき”」が作品のテーマとなっており、超ときめきすぺしゃる盤、ファッションA盤、ファッションB盤、ファッションC盤、ときめき盤の5形態をリリース。
LINE MUSIC アルバムランキングで1位を獲得（9月30日付 デイリー、9月29日 - 10月5日 ウィークリー）。
10月1日にミニアルバムのSPOT Medley動画を公開した。

## アートワーク
ファッション盤は「超かわいい」をテーマに、ジャケットビジュアルでそれぞれ異なるファッションブランドとコラボレーションし、「耳だけでなく目でも楽しめる商品」をコンセプトに多様なメンバーのビジュアルを楽しめる作品となる。
ファッションA盤はジャケットデザインをイラストレーターのisayamaxが担当、isayamaxによる描きおろしのソロイラストのファッションカードも封入される。また、超ときめきすぺしゃる盤に封入されるビジュアルブックでもイラストをisayamaxが担当している。
ファッションB盤のジャケット写真では、ファッションブランド「merry jenny」が超とき宣メンバーとコラボし、吉河唯が6人のスタイリングを担当した。ファッションB盤に封入されるファッションカードや、超ときめきすぺしゃる盤のビジュアルブックでもコラボレーションしている。
ファッションC盤のジャケット写真では、韓国系セレクトショップ「IMADA MARKET」で扱っている「wonder visitor」「LUVISTRUE（러브이즈트루）」「CHUU」の3ブランドをメンバーが着こなしている。

## 収録曲
過去にリリースされた楽曲のリメイク2曲を含む全6曲を収録している。
（超ときめき♡宣伝部：辻野かなみ、杏ジュリア、坂井仁香、小泉遥香、菅田愛貴、吉川ひより）
| #   | タイトル                                 | 作詞                    | 作曲                  | 編曲                  |
| --- | ---------------------------------------- | ----------------------- | --------------------- | --------------------- |
| 1.  | 「すきっ！〜超ver〜」                    | 中村瑛彦（SUPA LOVE）   | 中村瑛彦（SUPA LOVE） | 中村瑛彦（SUPA LOVE） |
| 2.  | 「ラヴなのっ♡」                          | すぅ（SILENT SIREN）    | クボナオキ            | クボナオキ            |
| 3.  | 「愛Song!」                              | MUTEKI DEAD SNAKE       | MUTEKI DEAD SNAKE     | MUTEKI DEAD SNAKE     |
| 4.  | 「ジャンケンポン」                       | katsuki.CF              | 須田悦弘 katsuki.CF   | 須田悦弘              |
| 5.  | 「超ステップアップ」                     | yumieda takumi 藤田卓也 | fu_mou                | fu_mou                |
| 6.  | 「むてきのうた〜2021ver〜」              | 浅利進吾                | 浅利進吾              | 浅利進吾              |
| 7.  | 「すきっ！〜超ver〜 instrumental」       |                         | 中村瑛彦（SUPA LOVE） | 中村瑛彦（SUPA LOVE） |
| 8.  | 「ラヴなのっ♡ instrumental」             |                         | クボナオキ            | クボナオキ            |
| 9.  | 「愛Song! instrumental」                 |                         | MUTEKI DEAD SNAKE     | MUTEKI DEAD SNAKE     |
| 10. | 「ジャンケンポン instrumental」          |                         | 須田悦弘 katsuki.CF   | 須田悦弘              |
| 11. | 「超ステップアップ instrumental」        |                         | fu_mou                | fu_mou                |
| 12. | 「むてきのうた〜2021ver〜 instrumental」 |                         | 浅利進吾              | 浅利進吾              |

### すきっ!〜超ver〜
超ときめき♡宣伝部の楽曲「すきっ!〜超ver〜」については「すきっ!〜超ver〜」も参照。
- 作詞・作曲・編曲：中村瑛彦（SUPA LOVE）。
- ダンス振付：槙田紗子。
- グループ名「超ときめき♡宣伝部」に含まれるハートマーク「♡」を両手で作りステップを踏むサビなどのダンスが特徴の一つ。
- 2018年に発売された1stアルバム『ときおとめ』収録の楽曲「すきっ!」をリアレンジ・再レコーディングしたバージョン[8]。5月19日にLINE MUSICで先行配信リリース[9]。
- 曲中に「すきっ!」というフレーズが計115回登場する[注 1]。
- 2021年、TikTokで使われる曲として「すきっ!」が話題になる[10]。2021年3月中旬から投稿が増え始め、4月中旬には1日の投稿数は500を超え、投稿アカウントの総フォロワー数は1300万を超えた[11]。「すきっ!」を使った動画の投稿数は約3万件に達した[12]。2021年8月時点では公式動画の累計再生数が1000万再生を超え、関連動画の投稿数が3万を突破している[13]。
- 5月19日、avex traxから単曲収録の配信シングル『すきっ!〜超ver〜』として配信が開始された[14]。
- 5月19日、ライブ映像「すきっ!〜超ver〜」サンリオピューロランド Ver[15]とライブ映像「すきっ!〜超ver〜」Live Edit ver[16]を公開した。2022年1月にLive Edit verの再生回数が500万回に達した[17]。2022年3月20日にサンリオピューロランド ピューロビレッジ Ver動画[18]を公開した 。
- 5月19日に公式アカウントがTikTokに投稿した「すきっ!〜超ver〜」を使用したオリジナル動画[19]は、1週間の再生回数が250万回に達した[20]。
- 8月14日、にじさんじ所属アイドルライバー「相羽ういは」との超リレーコラボ踊ってみた動画[21]を公開した。
- ミュージックビデオ[22]を8月15日に公開した。メンバーカラーの新衣装を着て屋上で踊るシーンと、制服衣装を身にまとってのリップシンクシーンで構成されている[13]。2022年1月に再生回数が300万回に達した[23]。
- 10月3日に制服verの4K動画[24]、10月17日にPerformance Video（Lesson Studio ver）[25]、10月30日にライブ動画（Live at Zepp Tour 2021 in Zepp Osaka Bayside）[26]、2022年1月3日にTikTok Music Night Live Performance ver.縦長動画[27]、2022年1月30日にライブ動画（Live at ときクリ2021 in 中野サンプラザホール）[28]を公開した。
- 韓国のTikTok週間チャートで1位を獲得、10週連続でトップ10入りした[29]。この楽曲が使用された動画の再生回数は全世界で累計2000万以上となっている[30]。宣伝部長の辻野かなみは「（略）TikTokがきっかけとなり韓国の方々にも興味を持って頂けて、すきっ!が海外進出しているという事でとても嬉しく思います!音楽を通して、国とか関係なく繋がれるTikTokって素敵な場所だなと改めて感じました!これからもこの曲をたくさんの方の元へ届けられるように、私たちも心を込めて歌い続けていきます!（略）」とコメントしている[31]。
- インドネシアのSpotify バイラルトップ50で1位を獲得（2021年11月16日付）[32]。
- 9月に オランダのApple Musicチャートで19位にランクインした[33]。
- 2021年11月17日時点でApple Musicの国別チャートにもランクインしている。 アゼルバイジャン 2位、 ポルトガル 10位、 ノルウェー 15位、 アラブ首長国連邦 30位、 南アフリカ共和国 35位、 エクアドル 39位、 ポーランド 40位、 ホンジュラス 43位、 スウェーデン 50位[34]。
- サンテレビ「バキバキ☆ビート!Ⅱ」2021年10月エンディング曲[35]。
- 日本の 週間 USEN HIT J-POPランキング 第4位（2021年10月13日発表）[36]
- 世界68カ国以上でチャートイン、TikTokの関連動画の総再生回数は20億回を超えた[37]。
- 11月22日からTikTokにて「#SUKISUKISUKISUKI」ハッシュタグチャレンジをスタートした[29]。
- 第5回ももいろ歌合戦（2021年12月31日、BS日テレ・ABEMA）、CDTVスペシャル!年越しプレミアライブ2021→2022（2022年1月1日、TBS系列）、スッキリ（2022年1月31日、日本テレビ系列）、うたコン（2023年6月6日、NHK総合）などでも披露された。
- 告白代行企画 〜あなたの「すきっ!」を募集します!〜[38] - 「すきっ!動画」を募集し、メンバーがその告白を代行する映像を渋谷愛ビジョンで放映した。
- 英語バージョン「SUKI! English ver.」と韓国語バージョン「SUKI! Korean ver.」の2曲を収録した配信EP『ゼッタイだよ』を2023年1月30日にリリースした[39]。

### ラヴなのっ♡
- 作詞：すぅ（SILENT SIREN）[40]、作曲・編曲：クボナオキ。
- ダンス振付：槙田紗子。
- 8月11日に先行配信リリース。
- 10月2日にDance Practice動画[41]、11月13日にライブ動画[42]を公開。
- 2022年1月12日に出演したメ〜テレライブ BOMBER-Eの公式YouTubeチャンネルにて「すきっ!〜超ver〜」「ラヴなのっ♡」のパフォーマンス動画[43]が公開された。

### 愛Song!
- 作詞・作曲・編曲：MUTEKI DEAD SNAKE。読みは「あいそんぐ」。
- ダンス振付：槙田紗子。
- 5月29・30日に開催されたワンマンライブ「ときめき♡夏の晴れ舞台 2020-2021 〜はじまりのときめきパレード〜」で初披露[44]。
- 6月23日にLINE MUSICで先行配信リリース。
- 9月11日にアリーナライブ動画[45]、9月29日にDance Practice動画[46]、11月28日をライブ動画[47]を公開した。

### ジャンケンポン
- 作詞：katsuki.CF、作曲：須田悦弘・katsuki.CF、編曲：須田悦弘。
- ダンス振付：槙田紗子。
- 8月21日よりスタートしたZeppツアーで初披露。
- 9月15日に各音楽配信サービスにて先行配信。
- 10月9日にDance Practice動画（制服version）[48]、11月6日にライブ動画[49]を公開した。

### 超ステップアップ
- 作詞：yumieda takumi・藤田卓也、作曲・編曲：fu_mou。
- 8月21日よりスタートしたZeppツアーで初披露。
- 10月24日にDance Practice動画[50]、11月20日にライブ動画[51]を公開した。

### むてきのうた〜2021ver〜
- 作詞・作曲・編曲：浅利進吾
- 2016年に発表された楽曲「むてきのうた」を再レコーディングしたバージョン。7月14日にLINE MUSICで先行配信リリース。
- ABEMAオリジナルドラマシリーズ『都会のトム&ソーヤ ぼくらの砦』の主題歌[52]。
- 7月16日、YouTubeに動画「むてきのうた 〜2021ver〜 Drama Edit」[53]を公開した。
- メンバーの坂井仁香は「夢を追いかけている人や、努力している人の背中を押す曲です。一歩を踏み出そうとしている人たちに、ぜひ聴いてほしいです。私もパフォーマンスをするなかで、この曲に元気をもらっているので、たくさんの人に元気を届けたいです!」と語った[54]。
- プロ野球 読売ジャイアンツ 大江竜聖投手の登場曲（2024年）

## キャンペーン
- タワーレコード 推しメン応援店舗でロックオン♡コラボ

対象商品購入者に対して”推しメン”のオリジナルコラボポストカードと直筆サイン入りコメントをプリントした特別レシートをプレゼント、コラボポスターの掲示やメッセージ動画の放映も合わせて行われた。
- 強力箱推し応援店 TOWERminiダイバーシティ東京プラザ店POP UP SHOP

対象商品購入者に対してオリジナルコラボポストカードと全員の直筆サイン入りコメントをプリントした特別レシートをプレゼント、パネル展および展示されたパネルのプレゼント企画、衣装展、オフィシャルグッズ販売が行われた。